# Барраса, Яир
Яир Алехандро Барраса Флорес (исп. Jahir Alejandro Barraza Flores; 17 сентября 1990, Делисьяс, Мексика) — мексиканский футболист, нападающий клуба «Тепатитлан».

## Клубная карьера
Барраса — воспитанник клуба «Атлас». 17 апреля 2011 года в матче против «Пачуки» он дебютировал в мексиканской Примере. Спустя неделю в поединке против «Чьпаса» Яир забил свой первый гол за «Атлас». В начале 2015 года Барраса на правах аренды перешёл в «Леонес Негрос». 12 января в матче против «Монтеррея» он дебютировал за новую команду.
Летом 2015 года Яир на правах аренды перешёл в «Некаксу». 25 июля в матче против «Атланте» он дебютировал за новый клуб. 9 августа в поединке против «Хуареса» Барраса забил свой первый гол за «Некаксу». После окончания аренды он вернулся в «Атлас».